# CosmoCaixa

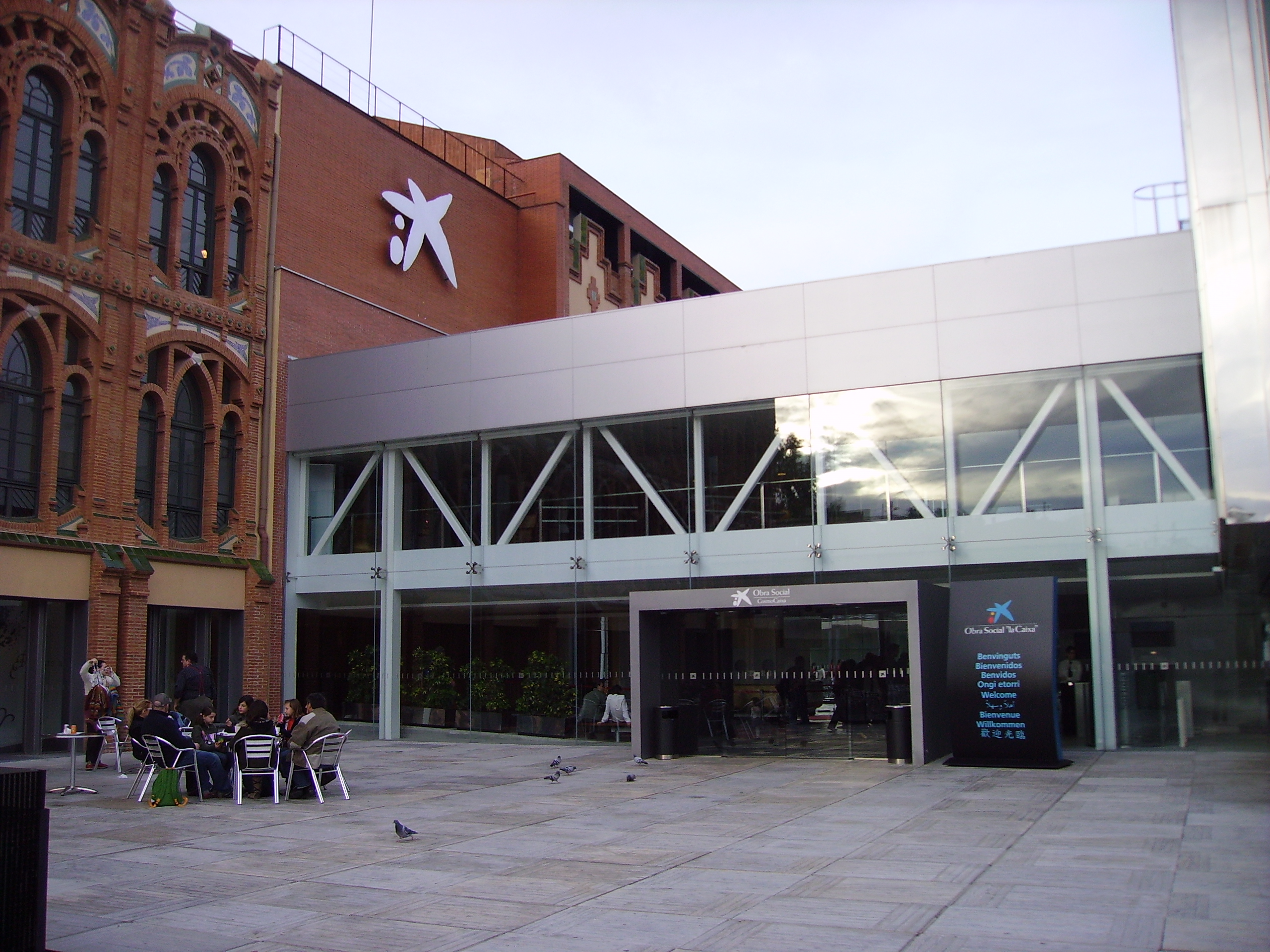

CosmoCaixa est un musée qui a ouvert ses portes en 2004 à Barcelone. On y trouve sur dix ares la reconstitution de la forêt amazonienne. Le musée s'adresse notamment aux plus jeunes grâce à la présentation ludique de plusieurs expériences de physique. Le musée est séparé en trois parties : la partie de la paléontologie des dinosaures avec une exposition de fossiles de dinosaures ; la partie scientifique où sont reproduits des expériences de physique diverses (dans cette partie du musée est aussi exposé des fossiles de la Préhistoire en lien avec l'humanité) et enfin la partie de la reconstitution de la Forêt amazonienne.
L'architecture même du musée évoque l'évolution de la vie sur Terre.  